# Cyhexatin
Cyhexatin ist eine chemische Verbindung aus der Gruppe der zinnorganischen Verbindungen.

## Gewinnung und Darstellung
Cyhexatin kann durch eine mehrstufige Reaktion ausgehend von Bromcyclohexan oder Chlorcyclohexan mit Magnesium gewonnen werden. Das entstehende Zwischenprodukt Cyclohexylmagnesiumbromid wird mit Zinn(IV)-chlorid zu Tricyclohexylzinn umgesetzt und bildet bei Reaktion mit Natriumhydroxid dann Cyhexatin.

## Eigenschaften
Cyhexatin ist ein farbloser Feststoff, welcher schlecht löslich in Wasser ist. Es ist in Wasser stabil und ein Abbauprodukt von Azocyclotin und wird selbst zu Dicyclohexylzinn abgebaut.

## Verwendung
Cyhexatin wird als nicht systemisches Kontakt-Akarizid gegen bewegliche Spinnmilbenstadien (auch gegen Organophosphat resistente Arten) verwendet und wurde 1968 von Dow Chemicals (jetzt Dow AgroSciences) als Milbenbekämpfungsmittel eingeführt.

## Zulassung
In den EU-Staaten einschließlich Deutschland und Österreich sowie in der Schweiz sind keine Pflanzenschutzmittel zugelassen, die Cyhexatin als Wirkstoff enthalten. Cyhexatin wurde in Österreich unter den Handelsnamen „Plictran“ und „Plictet“ vermarktet.